# Jacques Balmat
Jacques Balmat, detto le Mont Blanc (Chamonix, 19 gennaio 1762 – Sixt-Fer-à-Cheval, 1834), contadino, cacciatore e cercatore di cristalli della valle di Chamonix.

## Biografia
Nacque nella vallata di Chamonix, in una zona dell'omonima cittadina attualmente occupata dal quartiere  des Pélerins.
Scomparve nel 1834, all'età di 72 anni, cadendo in un crepaccio nella vallata di Sixt mentre cercava, si dice, un filone d'oro. Il suo corpo non fu mai ritrovato.

## Scalata del Monte Bianco

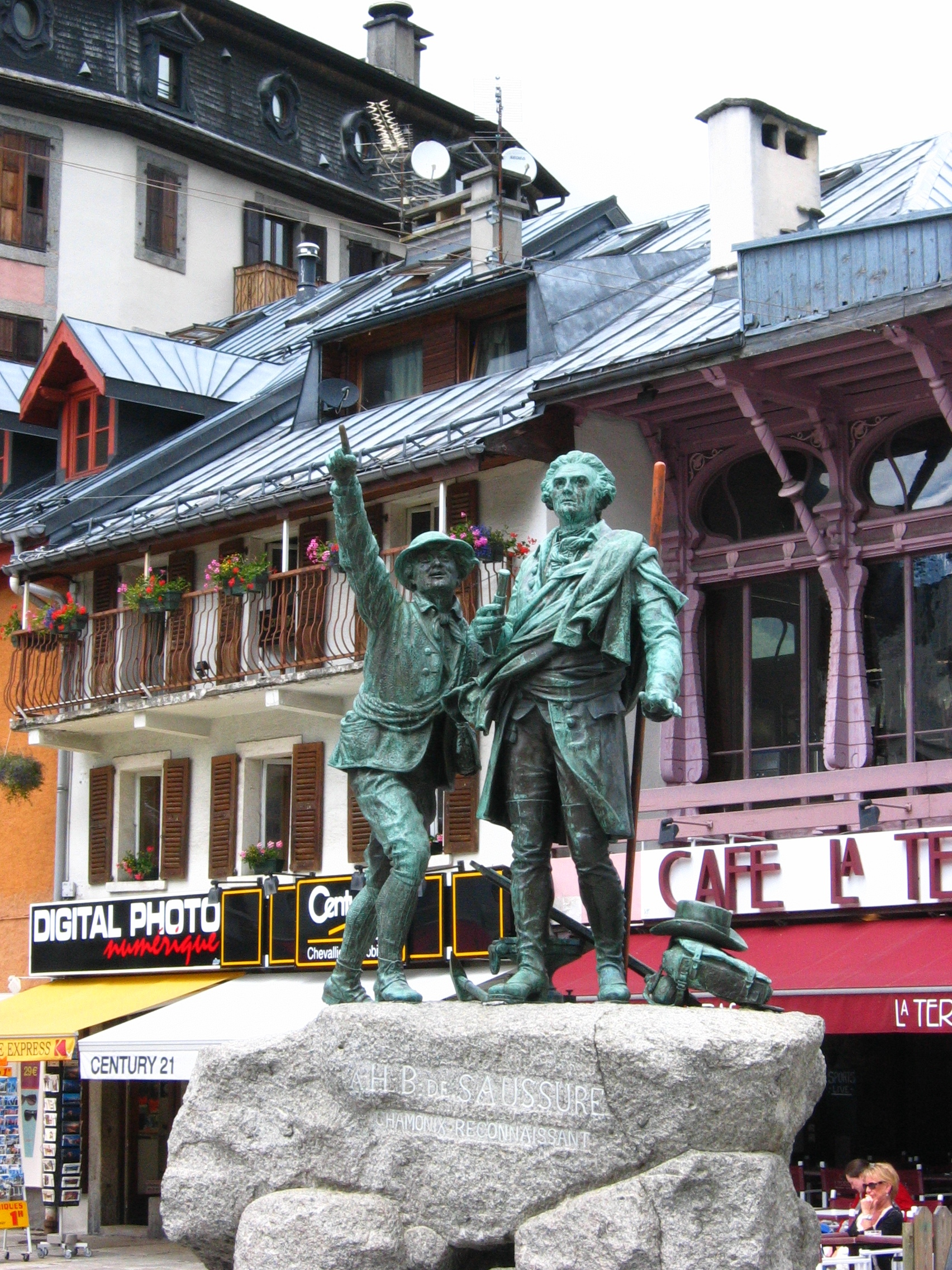
Chamonix - Monumento in onore di Jacques Balmat in compagnia di Horace-Bénédict de Saussure.

Cercatore di cristalli e cacciatore di camosci, all'età di 24 anni riuscì a raggiungere la vetta del Monte Bianco, in compagnia di Michel Gabriel Paccard, l'8 agosto 1786, passando fra i Rochers Rouges, sulla cresta Nord-Est della montagna .
Per questa impresa guadagnò la ricompensa promessa dallo scienziato ginevrino Horace-Bénédict de Saussure, dopo averlo accompagnato a sua volta in cima al Monte Bianco il 2 agosto 1787; la cordata era composta da 18 altre guide che trasportavano anche attrezzature scientifiche.

### Attribuzione dello storico primato
Il suo compagno Paccard per un lungo periodo, a causa di gelosie e invidie, non fu menzionato nei racconti dell'epica scalata. Fu lo scrittore ginevrino Marc Théodore Bourrit a diffamarlo e screditarlo, e ad insistere nel voler attribuire a Balmat tutto il merito dell'impresa, anche se lo stesso Balmat, in una dichiarazione giurata, pubblicata sulla Gazzetta di Losanna disse il contrario. Solamente dopo il ritrovamento del diario del barone A. Von Gersdorff agli inizi del Novecento e poi di altri documenti ancora, il primato sarà definitivamente riconosciuto a Paccard.

## Suddito sardo
Per tutta la sua vita Jacques Balmat fu un suddito sardo, nato e morto nel Regno di Sardegna del quale la Savoia, culla dei reali d'Italia, a quei tempi era parte integrante.

### Jacques Balmatdetto le Mont Blanc
Vittorio Amedeo III, re di Sardegna, fiero per l'impresa del suo suddito, l'autorizzerà a farsi chiamare Jacques Balmat detto le Mont Blanc, e lo gratificherà con un premio in danaro.